# Oblia
|  | Aquest article tracta sobre la galeta de farina. Vegeu-ne altres significats a «Oblia (electrònica)». |

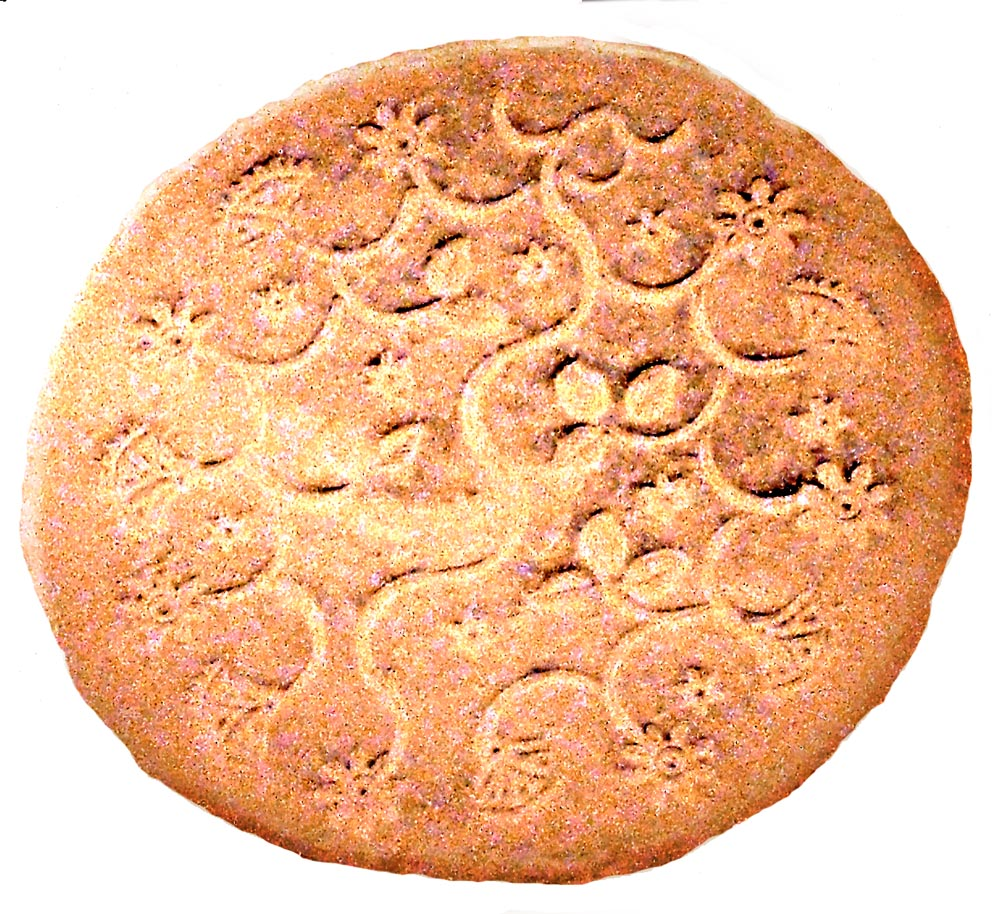
Reconstrucció gràfica d'un oblia segons el motlle de ferro de la imatge de més avall

Una oblia és un pastís que data de l'edat mitjana, de forma prima i rodona, composta de farina i aigua, llet o vi blanc amb ous, sucre i de vegades, mel.
Es cuina entre dues planxes (motlles d'oblia), com les gofres, o de vegades s'aplana dins un rodet buit. A Alemanya, és una galeta prima amb una base de pa àzim amb sucre. A Suïssa, les oblies es diuen bricelets. A Algèria, a la dècada de 1950 (abans de la independència), els venedors ambulants oferien oblies de París.
El significat primitiu de la paraula va ser el de pa sense llevat emprat en la consagració de la missa el segon significat, la galeta preparada a l'origen com una hòstia, és del que tracta aquest article

## Etimologia

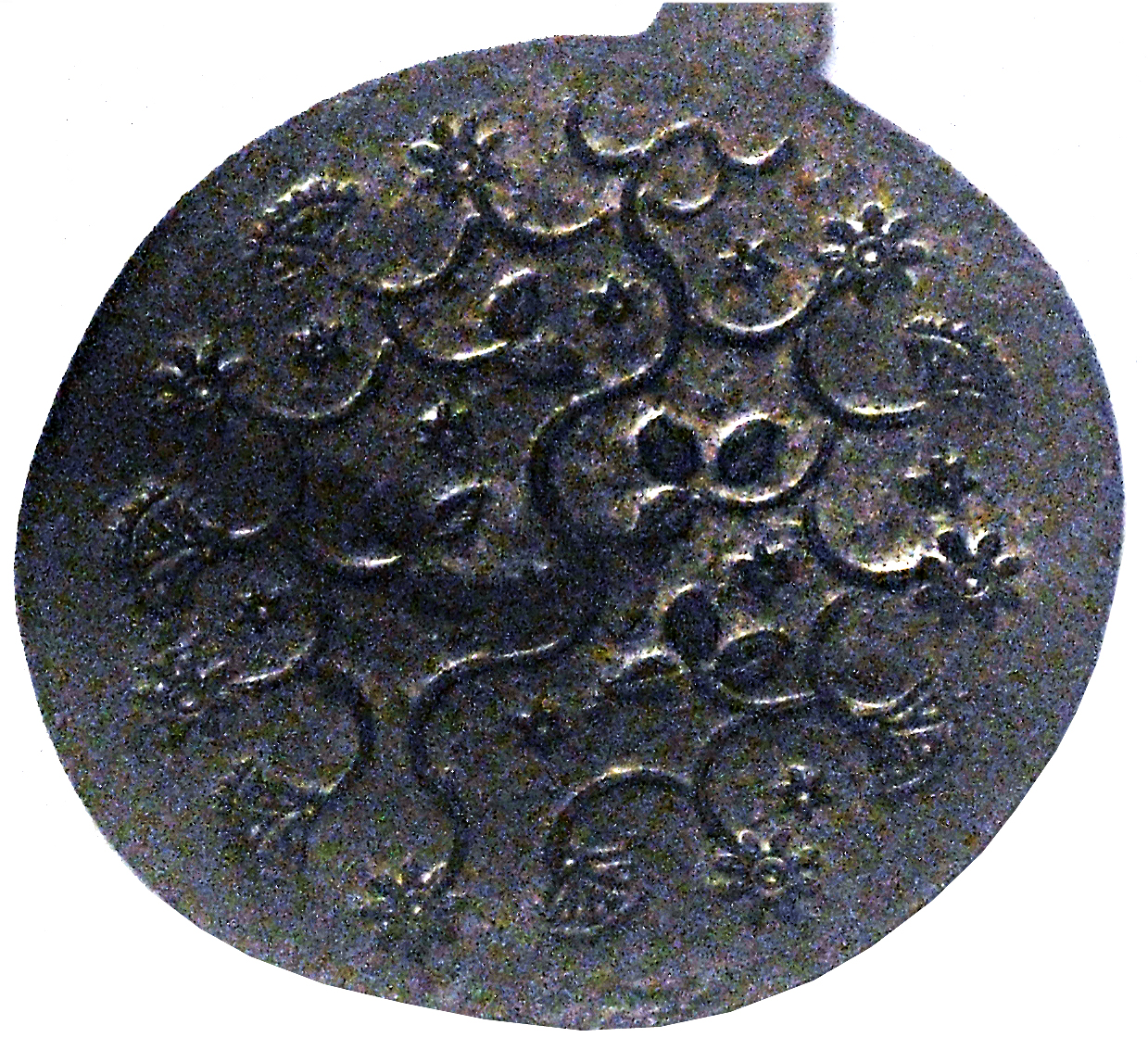
Hi ha una àmplia gamma motlles de ferro per oblies a la Biblioteca del Museu de la Gastronomia Hermalle-sous-Huy

Deriva dels mots del francès antic oblaye, obleie, oblia (segle xii), provindria del baix llatí eclesiàstic: 'oblata' (hòstia) ⇒ "ofrena, pa ofert a l'Eucaristia", nom femení substantivat d'"oblatus" ⇒ "ofert" especialment "ofert a Déu, sacrificat" (vegeu Oblats), utilitzat com un participi passat d'"offere" (de 'ob ferre' "portar davant")"
D'acord amb altres lexicògrafs més antics, el terme oblia podria tenir l'origen en la paraula grega 'obélias' (d'on prové el terme utilitzat per Rabelais,) que es referia a un pa, allargat i estret, cuinat a una graella o entre dues planxes i es venia com un òbol per a servir-lo a la fi del menjar i sucat amb vi.